# بزمجه سنگی دم‌دراز
 بزمجه سنگی دم‌دراز(نام علمی: Varanus glebopalma) نام یک گونه از سرده بزمجه است.